# Mary Lynn Rajskub
Mary Lynn Rajskub (phát âm là /ˈraɪskəb/; sinh ngày 22 tháng 6 năm 1971) là một nữ diễn viên hài người Mỹ, nổi tiếng nhất với vai diễn Chloe O'Brian trong loạt phim truyền hình 24 của Fox

## Cuộc sống
Rajskub được sinh ra tại Detroit, Michigan và lớn lên ở Trenton, là con gái của Betty và Tony Rajskub. Cô mang trong mình 3 dòng máu Ireland, Ba Lan và Tiệp Khắc. Cha cô là thợ sửa ống dầu người Cộng hòa Séc, còn mẹ cô làm trợ lý cho một dược sĩ. Rajskub từng chơi kèn Clarinet trong một ban nhạc của trường và đóng vai Frenchie trong vở nhạc kịch Grease. Một trong những nguồn cảm hứng thời thơ ấu của cô là bộ phim truyền hình Moonlighting. Sau đó, cô chuyển đến Los Angeles, California, nơi cô làm một nữ hầu bàn trong một quán cafe Hard Rock và là một người thu vé tại rạp chiếu phim Beverly Center.

## Sự nghiệp

### Điện ảnh

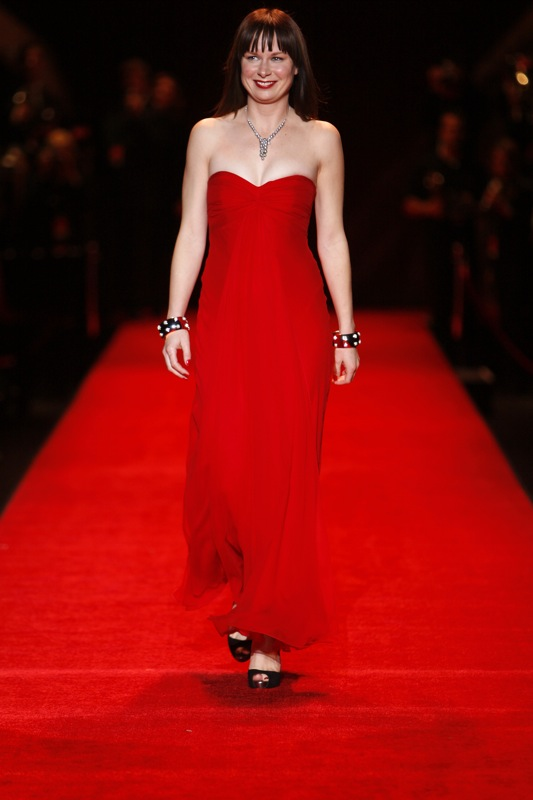
Rajskub tại show trình diễn thời trang The Heart Truth vào ngày 1 tháng 2 năm 2008.

| Năm  | Tên                                   | Vai diễn                 | Notes |
| ---- | ------------------------------------- | ------------------------ | ----- |
| 1997 | Who's the Caboose?                    | Cheeseball               |       |
| 1998 | The Thin Pink Line                    | Suzy Smokestack          |       |
| 1999 | Magnolia                              | Janet                    | Voice |
| 1999 | Man on the Moon                       | Friday's Mary            |       |
| 2000 | Road Trip                             | Blind Brenda             |       |
| 2000 | Dude, Where's My Car?                 | Zelmina                  |       |
| 2000 | Sunset Strip                          | Eileen                   |       |
| 2001 | Storytelling                          | Melinda                  |       |
| 2001 | The Anniversary Party                 | Mary-Lynn                |       |
| 2002 | Punch-Drunk Love                      | Elizabeth                |       |
| 2002 | Sweet Home Alabama                    | Dorothea                 |       |
| 2002 | Run Ronnie Run                        | Herself                  |       |
| 2003 | Legally Blonde 2: Red, White & Blonde | Reena Giuliani           |       |
| 2003 | Claustrophobia                        | Grace                    |       |
| 2004 | Mysterious Skin                       | Avalyn Friesen           |       |
| 2004 | Helter Skelter                        | Lynette "Squeaky" Fromme |       |
| 2006 | Firewall                              | Janet Stone              |       |
| 2006 | Little Miss Sunshine                  | Pageant Assistant Pam    |       |
| 2006 | Grilled                               | Renee                    |       |
| 2007 | Humble Pie                            | Peggy Orbison            |       |
| 2008 | Sunshine Cleaning                     | Lynn                     |       |
| 2009 | Julie & Julia                         | Sarah                    |       |
| 2012 | Safety Not Guaranteed                 | Bridget                  |       |
| 2013 | The Kings of Summer                   | Captain Davis            |       |
| 2015 | Sex, Death and Bowling                | Kim Wells                |       |

### Truyền hình
| Năm       | Tên                               | Vai diễn                    | Notes                              |
| --------- | --------------------------------- | --------------------------- | ---------------------------------- |
| 1995      | Mr. Show                          | Various Characters          | 10 episodes                        |
| 1996–1998 | The Larry Sanders Show            | Mary Lou Collins            | 18 episodes                        |
| 1998      | NewsRadio                         | Waitress                    | 1 episode                          |
| 1999      | Shasta McNasty                    | Diana                       | 1 episode                          |
| 1999–2000 | Veronica's Closet                 | Chloe                       | 15 episodes                        |
| 2001      | Just Shoot Me                     | Penny                       | 1 episode                          |
| 2002      | Gilmore Girls                     | Girlfriend in Kirk's film   | 1 episode                          |
| 2002      | The King of Queens                | Priscilla Stasna            | 1 episode                          |
| 2003–2010 | 24                                | Chloe O'Brian               | 125 tập                            |
| 2004      | JAG                               | CI Administrative Assistant | 1 episode                          |
| 2005      | The Sketch Show                   | Various Characters          |                                    |
| 2006      | Gilmore Girls                     | Town Troubadour             | 1 episode                          |
| 2007      | Human Giant                       | Mindy                       | 2 episodes                         |
| 2007      | The Simpsons                      | Chloe O'Brian               | Episode: "24 Minutes"              |
| 2008      | The Middleman                     | Dr. Gibbs                   | 1 episode                          |
| 2009      | Flight of the Conchords           | Karen                       | Episode: "Prime Minister"          |
| 2009–2013 | It's Always Sunny in Philadelphia | Gail the Snail              | 2 episodes                         |
| 2010      | Royal Pains                       | Blake                       | 1 episode                          |
| 2010      | The Benson Interruption           | Herself                     | 1 episode                          |
| 2010      | Stargate Universe                 | Extra                       | 1 episode                          |
| 2011      | Modern Family                     | Tracy                       | Episode: "Our Children, Ourselves" |
| 2011      | Raising Hope                      | Tanya                       | 1 episode                          |
| 2011      | How to Be a Gentleman             | Janet                       | 9 episodes                         |
| 2012      | The L.A. Complex                  | Herself                     | 1 episode                          |
| 2012      | Dirty Work                        | Roxy                        | 3 episodes                         |
| 2012      | Chelsea Lately                    | Herself                     |                                    |
| 2012      | The Burn with Jeff Ross           | Herself                     |                                    |
| 2012      | Mash Up                           | Herself                     |                                    |
| 2012      | Grey's Anatomy                    | Marion Steiner              | 1 episode                          |
| 2013      | The Mentalist                     | Susie Hamplin               | 1 episode                          |
| 2013      | New Girl                          | Peg                         | 1 episode                          |
| 2013      | Arrested Development              | Heartfire                   | Season 4                           |
| 2013–2014 | 2 Broke Girls                     | Bebe                        | 5 episodes                         |
| 2014      | Californication                   | Goldie                      | 4 episodes                         |
| 2014      | 24: Live Another Day              | Chloe O'Brian               | Tất cả 12 tập (limited series)     |
| 2014–2015 | @midnight                         | Herself                     | 3 episodes                         |
| 2014      | Talking Dead                      | Herself                     | 1 episode — S04E03                 |
| 2015      | Maron                             | Herself                     | 1 episode — S03E03                 |
| 2015–2016 | Brooklyn Nine-Nine                | Genevieve Mirren-Carter     | 4 episodes                         |
| 2015      | Highston                          | Jean Liggetts               | 1 episode                          |
| 2015      | W/ Bob & David                    | Chef Krissie                | 1 episode                          |
| 2016      | The Girlfriend Experience         | Erin Roberts                | 10 episodes                        |
| 2016      | Take My Wife                      | Mary Lynn                   | 1 episode                          |